# Баллилики

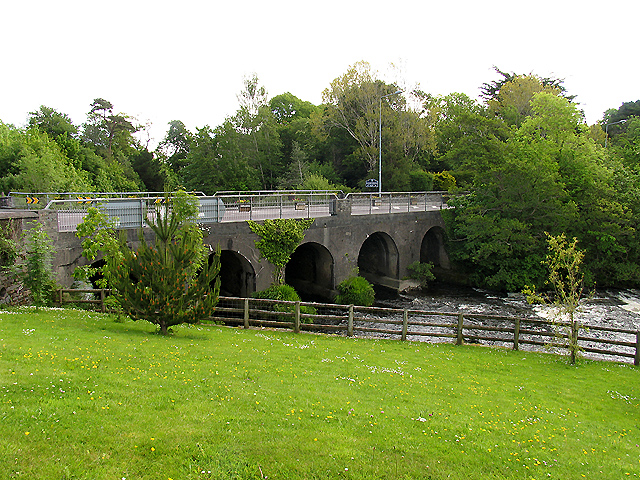
Мост в деревне, по которому проходит трасса

Баллилики (англ. Ballylickey; ирл. Béal Átha Leice) — деревня в Ирландии, находится в графстве Корк (провинция Манстер).